# Stepan Degtjarjov

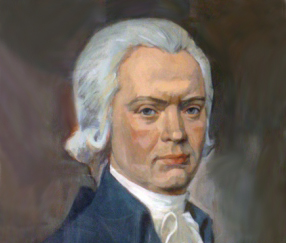
Stepan Degtjarjov

Stepan Anikiëvitsj Degtjarjov (Oekraïens: Степан Онікійович Дегтяревський, Russisch: Степан Аникиевич Дегтярёв) (Borisovka (gouvernement Koersk), 1766 - Koersk, 5 mei [O.S. 23 april] 1813) was een Russisch componist van Oekraïense oorsprong.
Hij behoorde tezamen met Dmitri Bortnjanski en Stjepan Davidov tot de grootste Russische componisten uit de tijd rond 1800.

## Biografie
Hij werd geboren als lijfeigene, toebehorend aan graaf Nikolai Sjeremetev. Afkomstig uit het dorp Borisovka, gelegen in de oblast Koersk, werd hij geselecteerd voor het koor van de graaf en werd hij in de gelegenheid gesteld een muzikale opleiding te volgen. Hij volgde een muziek- en theateropleiding aan de universiteit van Moskou, werd onderwezen in Italiaanse literatuur en het Italiaans en kreeg de gelegenheid zijn kunnen te toetsen bij de befaamde maestro Giuseppe Sarti, die toen in Rusland werkzaam was.
Ofschoon hij als componist veel roem oogstte, was zijn grootste verlangen een vrij mens te zijn, hoewel de graaf hem beloofd had hem te zijner tijd zijn vrijheid te zullen schenken, gebeurde dit daadwerkelijk pas in 1815, postuum, twee jaar na zijn overlijden.

## Werk
Hij begon zijn muzikale loopbaan als zanger en acteur, en naarmate hij beter opgeleid was, als zangleraar, koormeester, componist en dirigent.
Zijn gehele muzikale leven stond in dienst van de Sjeremetevs, die een eigen theaterbedrijf, koor en orkest hadden.
Veel van de Sheremetevs waren zelf uitstekende musici, zo was graaf Nikolaj Sjeremetev een uitstekend cellist, die vaak in zijn eigen orkest meespeelde om zijn gasten te behagen.  
Om aan voldoende nieuwe werken te komen voor de talrijke soirees, die de graaf placht te geven had hij een leger van componisten om zich heen verzameld, waarbinnen Stepan Degtyarev een prominente plaats bekleedde.
Als huiscomponist van de graaf componeerde hij opera's, vespers, koraalgezangen, miniaturen, koorwerken etc.
Zijn bekendste werk is Minin en Pozjarski of de bevrijding van Moskou, het eerste Russische patriottische stuk ooit, gecomponeerd aan de vooravond van de patriottische oorlog van 1812 en zeer geliefd bij het Russische publiek. Na enkele uitvoeringen vlak na de compositie van het werk, belandde de compositie in de vergetelheid. Pas in 1987 vond weer een uitvoering plaats van het totale werk in zijn oorspronkelijke setting. 

## Oeuvre (voor zover bekend)
- De bevrijding van Moskou (oratorium);
- De vlucht van Napoleon;
- Vespers;
- Liturgie;
- ongeveer 150 concerten voor koor;
- allerlei kamermuziek.

- Bibliothèque nationale de France: cb13953442x (data)
- Gemeinsame Normdatei: 128899867
- International Standard Name Identifier: 0000 0000 5516 760X
- Library of Congress Control Number: n89642427
- Nationale Bibliotheek van Letland: 000193803
- MusicBrainz: 4c001546-4590-4477-a90e-2e5aa8ab8d2f
- Nationale Bibliotheek van Tsjechië: jn20000601296
- Nationale Bibliotheek van Israël: 987007406728505171
- Système universitaire de documentation: 244144281
- Virtual International Authority File: 27258233
- WorldCat: E39PBJfcJQtykPTWjbD9k9Gyh3